# 丰塔内斯 (卢瓦尔省)
丰塔内斯（法語：Fontanès，法語發音：[fɔ̃tanɛs]）是法国卢瓦尔省的一个市镇，位于该省东南部，属于圣艾蒂安区。

## 地名
该地在中文谷歌地图中显示的中文名为“丰塔讷”，此为中文谷歌地图误用了名称拼写相近的另一个市镇丰塔讷（Fontanes）的中文名。

## 地理
丰塔内斯（45°32'48"N, 4°26'14"E）面积6.63 平方千米，位于法国奥弗涅-罗讷-阿尔卑斯大区卢瓦尔省，该省份为法国中南部省份，北起顺时针与索恩-卢瓦尔省、罗讷省、伊泽尔省、阿尔代什省、上盧瓦爾省、多姆山省和阿列省接壤。
与丰塔内斯接壤的市镇（或旧市镇、城区）包括：舍夫里耶尔、拉日蒙、格拉蒙、雅雷地区圣克里斯托、圣埃昂、索尔比耶。
丰塔内斯的时区为UTC+01:00、UTC+02:00（夏令时）。

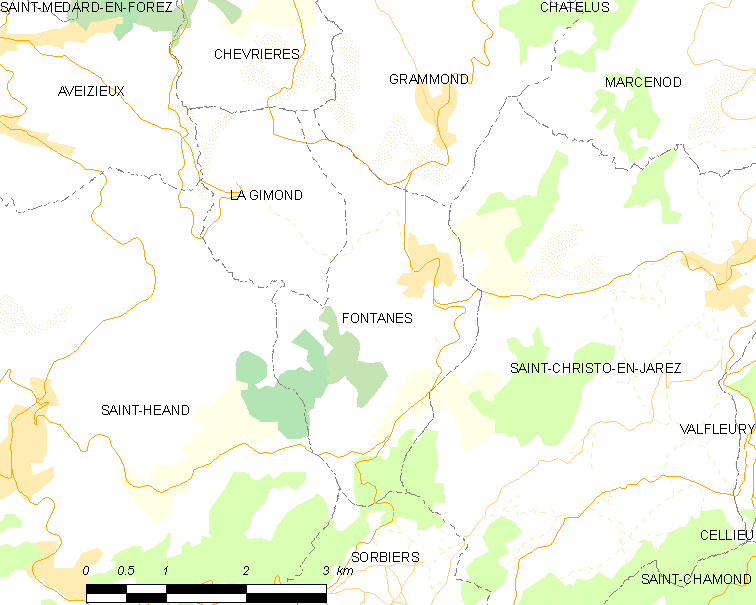
丰塔内斯的OSM定位图

## 行政
丰塔内斯的邮政编码为42140，INSEE市镇编码为42096。

## 政治
丰塔内斯所属的省级选区为索尔比耶县。

## 人口

1962-2008年间丰塔内斯人口变化图示

丰塔内斯于2022年1月1日时的人口数量为686人。

## 交通
卢瓦尔省省道D3线和D6线经过境内。